# Marguerite-Élie Guadet
Marguerite-Élie Guadet (20. července 1758 Saint-Émilion – 19. června 1794 Bordeaux) byl francouzský právník a politik v období Velké francouzské revoluce.

## Život
Narodil se v Saint-Emilion a stal se advokátem v Bordeaux. Po vypuknutí revoluce roku 1791 se stal předsedou trestního tribunálu v Paříži a brzy poté byl zvolen do zákonodárného shromáždění. Coby stoupenec monarchistické a liberální ústavy z roku 1791 vstoupil nejprve do klubu jakobínů, ale po roztržce umírněných a radikálů se připojil ke girondistům. V březnu 1791 hrál zásadní roli v převzetí veškeré výkonné moci girondisty. Rovněž byl jedním z iniciátorů soudních procesů s kněžími, kteří nepřijali ústavu, a podílel se také na rozpuštění královské stráže. Po útoku na Tulierie a zářijových masakrech se postavil proti montagardům. Hlasoval pro smrt krále s možností odvolání k lidu a pro odložení rozsudku. Roku 1793 boj girondistů s montagnardy vyvrcholil svržením girondistů a jejich zatčením a popravou. Guadet však prchl do Saint-Emilion, kde se skrýval až do 17. června 1794, kdy byl zatčen a v Bordeaux popraven.